# Pexidartinib
Le pexidartinib est un médicament utilisé dans le traitement des tumeurs à cellules géantes ténosynoviales. Il est vendu sous le nom de marque Turalio.

## Mode d'action
Il s'agit d'un inhibiteur de kinase qui agit en bloquant le récepteur du facteur de stimulation des colonies 1 .

## Usage médical
Le pexidartinib est un médicament utilisé pour traiter la tumeur à cellules géantes ténosynoviales dans les cas qui entraînent des problèmes importants et ne peuvent être traités par chirurgie. Le médicament est pris par voie orale.

## Effets secondaire
Les effets secondaire de ce médicament  comprennent des problèmes de foie, une perte de couleur de cheveux, de la fatigue, un faible taux de neutrophiles, une augmentation du cholestérol, un gonflement des yeux ou des éruptions cutanées. Les problèmes de foie peuvent entraîner la mort. L'utilisation de ce médicament pendant la grossesse peut nuire au fœtus. 

## Histoire
Le médicament a été approuvé pour un usage médical aux États-Unis en 2019. Son approbation en Europe a été refusée en 2020 en raison de bénéfices minimes et de préoccupations concernant les effets secondaires. Il n'est pas approuvé au Royaume-Uni. Aux États-Unis, le traitement coûte environ 21 200 dollars par mois.